# La notte della cometa. Il romanzo di Dino Campana
La notte della cometa. Il romanzo di Dino Campana è una biografia, scritta da Sebastiano Vassalli e pubblicata nel 1984, incentrata sulla vita del poeta Dino Campana. Il libro è stato tradotto in inglese e tedesco, e ha vinto il Premio Grinzane Cavour per la narrativa italiana nel 1985.

## Contenuto
Il libro segue le vicende di Dino Campana, partendo dalla prima infanzia, sino al ricovero in manicomio e alla morte. Sono analizzati i complicati e contraddittori rapporti con la famiglia, (subì spesso il rifiuto da parte della madre) e con la scuola, dove, avendo come maestro uno zio paterno, fu troppo frequentemente punito e, ad un tempo, oggetto di grandi pretese di rendimento e successi. Né l'adolescenza gli portò quell'autonomia che gli avrebbe consentito di raggiungere traguardi sereni; con la conseguenza di compiere studi spezzettati e insoddisfacenti.
L'entrata nell'età adulta e il distacco dall'ambiente provinciale e soffocante in cui era cresciuto fecero pensare a un decollo del poeta. Inizialmente l'incontro con Ardengo Soffici, suo lontano cugino, sembrava carico di felici promesse. La relazione con la scrittrice Sibilla Aleramo mise però in luce i mille squilibri di una persona che aveva sommo bisogno di aiuto e cure puntuali per dare il meglio di sé. Divenuto violento e asociale, fu internato in alcuni manicomi facenti capo al reparto psichiatrico di Firenze, fino al ricovero definitivo a Castel Pulci. Qui trascorse gli ultimi anni, affezionandosi al luogo e ricevendo le visite regolari della madre.

## Edizioni
In lingua italiana
- Sebastiano Vassalli, La notte della cometa: il romanzo di Dino Campana, Torino, Einaudi, 1984.
- Sebastiano Vassalli, La notte della cometa. Il romanzo di Dino Campana, (coll. Einaudi Tascabili), Giulio Einaudi Editore, 1990.
- Sebastiano Vassalli, La notte della cometa: il romanzo di Dino Campana, apparati didattici a cura di Alessandro Perissinotto, Torino, Paravia, 1996.
- Sebastiano Vassalli, La notte della cometa, nuova edizione con il racconto Natale a Marradi, Torino, Einaudi, 2010.

In altre lingue
- inglese: The night of the comet, traduzione di John Gatt, Manchester, Carcanet, 1989.